# 叶夫根尼·斯韦特拉诺夫
叶夫根尼·费奥多罗维奇·斯韦特拉诺夫（俄语：Евгéний Фёдорович Светлáнов，羅馬化：Evgénij Fjodorovich Svetlánov，又译；1928年9月6日—2002年5月3日），苏联／俄罗斯指挥家、作曲家和钢琴家。斯韦特拉诺夫曾执掌俄罗斯国立交响乐团长达35年，并常年担任全球各大乐团的客座指挥，以对俄罗斯作品的诠释而著称。

## 生平
斯韦特拉诺夫出生于莫斯科，父母都是莫斯科大剧院演员，父亲是乐团演奏员，母亲为合唱团歌手。他自幼学习钢琴，1951年毕业于莫斯科格涅辛音乐学校钢琴专业，随后进入莫斯科音乐学院深造，随亚历山大·高克学习指挥，同时跟随钢琴家海因里希·涅高兹学习钢琴。1955年毕业后进莫斯科大剧院担任助理指挥，并于1962年升任该剧院首席指挥，但于1964年被解职。1965年起担任苏联国立交响乐团（现俄罗斯国立交响乐团）艺术总监兼首席指挥。1979年受聘为伦敦交响乐团首席客座指挥。他还担任海牙爱乐乐团音乐总监（1992年至2000年）、瑞典广播交响乐团音乐总监（1997年至2001年）。
2000年，俄罗斯文化部长什维德科伊解除了斯韦特拉诺夫俄罗斯国立交响乐团的职务，理由是他在海外演出活动过于频繁，而在莫斯科履职不足。
2002年，斯韦特拉诺夫在莫斯科家中逝世，享年73岁。

## 作品節選

### 录音
斯韦特拉诺夫以诠释俄罗斯作品闻名，其演绎范围涵盖从格林卡到当代的俄罗斯音乐，尤其是柴科夫斯基、拉赫玛尼诺夫及斯克里亚宾的作品。他也是少数完整指挥过古斯塔夫·马勒全套交响曲的俄罗斯指挥家之一。
作为出色的钢琴家，留下的录音包括：拉赫玛尼诺夫d小调第二钢琴三重奏、大提琴奏鸣曲（作品19号），以及一张尼古拉·梅特纳钢琴作品专辑等。
法国华纳音乐发行了“叶夫根尼·斯韦特拉诺夫官方典藏系列”（Édition officielle Yevgeny Svetlanov），收录其指挥与钢琴演奏遗产。截至2008年7月，该系列已推出35卷CD，多为多碟套装。其中最宏大的当属16CD的米亚斯科夫斯基交响曲全集，斯韦特拉诺夫对他的音乐情有独钟。

### 作曲
斯韦特拉诺夫创作过多部交响乐、室内乐及声乐作品，创作风格受拉赫玛尼诺夫影响。其作品包括：弦乐四重奏（1948年）、交响诗《道加瓦河》（1952年）、为管弦乐团而作的《西伯利亚幻想曲》（作品9，1953年）、为管弦乐团而作的《西班牙印象》狂想曲（1954年）、b小调交响曲（1956年）、《节日诗篇》（1966年）、为竖琴和管弦乐团所作的《俄罗斯变奏曲》（1975年）、c小调钢琴协奏曲（1976年）以及为小提琴和乐团所作的诗篇《纪念大卫·奥伊斯特拉赫》（1975年）。1953至1954年间，他与伊戈尔·亚库申科合作完成了《西伯利亚幻想曲》。

## 纪念
俄罗斯国际航空的首架空客A330和4135号小行星均以他命名。俄罗斯国立模范交响乐团及一项国际指挥大赛也冠有他的姓名。